# Ambodiriana (Toamasina II)
Ambodiriana è una città e comune del Madagascar situata nel distretto di Toamasina II, regione di Atsinanana. 

## Popolazione
La popolazione del comune rilevata nel censimento 2001 era pari a 10 187 unità.